# Металург (хокейний клуб, Магнітогорськ)
Хокейний клуб «Металург» — хокейний клуб з м. Магнітогорська, Росія. Заснований у 1955 році. Виступає у чемпіонаті Континентальної хокейної ліги. 
У вищій лізі — з 1992—2004. Чемпіон Росії (1999, 2001, 2007), срібний призер (1998, 2004), бронзовий призер (1995, 2000, 2002, 2006, 2008, 2009). Володар Кубка Росії (1998). Чемпіон Євроліги (1999, 2000). Володар Суперкубка Європи (2000). Володар Кубка Шпенглера (2005). Володар Кубка європейських чемпіонів (2008). Срібний призер Кубка Федерації ІІХФ (1995). Володар кубка Гагаріна (2014, 2016, 2024)
Домашні ігри команда проводить в Універсальному спортивному комплексі «Арена-Металург» (7500 глядачів). Офіційні кольори клубу червоний і білий.

## Чемпіони Росії
| Чемпіони Росії 1999 року | Воротарі: Сергій Земченок, Борис Тортунов Захисники: Володимир Антипін, Вадим Гловацький, Олег Леонтьєв, Валерій Нікулін, Олег Микульчик, Андрій Сапожников, Ігор Земляной, Андрій Соколов, Іван Сидоров, Сергій Тертишний Нападники: Михайло Бородулін, Олександр Гольц, Сергій Гомоляко, Равіль Гусманов, Валерій Карпов, Олександр Корешков, Євген Корешков, Андрій Кудінов, Ельдар Нашмутдінов, Сергій Осипов, Андрій Петраков, Дмитро Попов, Андрій Разін, Костянтин Шафранов, Олексій Степанов Головний тренер: Валерій Бєлоусов |

| Чемпіони Росії 2001 року | Воротарі: Паоло Делла Белла, Ігор Карпенко Захисники: Олег Давидов, Вадим Гловацький, Сергій Климентьєв, Олег Леонтьєв, Валерій Нікулін, Ігор Земляной, Андрій Соколов, Олександр Сичов, Олексій Трощинський, Сергій Воронов Нападники: Євген Гладських, Олександр Гольц, Денис Гусманов, Равіль Гусманов, Олексій Калюжний, Олександр Корешков, Євген Корешков, Андрій Кудінов, Юрій Кузнецов, Сергій Осипов, Сергій Піскунов, Андрій Разін, Сергій Шиханов, Олексій Соткін Головний тренер: Валерій Бєлоусов |

| Чемпіони Росії 2007 року | Воротарі: Антон Худобін, Тревіс Скотт Захисники: Віталій Атюшов, Євген Бірюков, Владислав Бульїн, Рінат Ібрагімов, Володимир Маленьких, Антон Полєщук, В'ячеслав Завальнюк, Олександр Селуянов, Євген Варламов Нападники: Євген Гладських, Антон Гловацький, Равіль Гусманов, Олексій Кайгородов, Ігор Корольов, Едуард Кудерметов, Ярослав Кудрна, Микола Кульомін, Максим Мамін, Ян Марек, Руслан Нуртдінов, Дмитро Пестунов, Денис Платонов, Олексій Тертишний, Ігор Велічкін, Іван Савін Головний тренер: Дейв Кінг |